# 長崎高重
長崎 高重（ながさき たかしげ）は、鎌倉時代後期の武将で、北条氏得宗家の被官（御内人）。内管領・長崎高資の嫡男。諱「高重」の「高」の字は主君である北条高時の偏諱とみられる。

## 生涯
『太平記』巻第十「新田義貞謀反の事付けたり天狗越後勢を催す事」に拠れば、元弘3年（1333年）5月の新田義貞の鎌倉攻めに際しては新田勢を迎えうつため桜田貞国らとともに入間川へ出陣し、『太平記』巻第十「三浦大多和合戦意見の事」に拠れば、幕府勢が壊滅し敗走する中で、長崎勢は奮戦した。
『太平記』巻第十「長崎高重最期合戦の事」に拠ると、武蔵国での新田軍との戦闘は昼夜違わず行われ、その回数は80回余、常にその先陣として高重は戦い続けた。各地で敗戦の続く中、北条高時に拝謁し、最期の御奉公を約束して出陣した（東勝寺合戦）。新田義貞の軍に紛れ込み、義貞の首を狙うが露見し、新田軍に大損害を与えた猛攻の後に、北条高時に自害を勧めるため、8騎で高時の下へ向かい、鎌倉東勝寺で、主君高時とともに自害して果てた。